# 达来胡硕苏木
达来胡硕苏木是中华人民共和国内蒙古自治区通辽市霍林郭勒市下辖的一个苏木。
2015年3月20日，内蒙古自治区人民政府批复同意撤销达来胡硕街道设立达来胡硕苏木。达来胡硕苏木辖查格达等6个嘎查村，苏木人民政府驻查格达。同时将原达来胡硕街道部分行政区域划归莫斯台街道管辖。

## 行政区划
达来胡硕苏木下辖以下村级行政区划单位：
达来胡硕村、巴润布尔嘎斯台嘎查、浑迪音嘎查、河日木特村和查格达村。